# Naissance et Maternité
Pour plus de détails, voir Fiche technique et Distribution.
Naissance et Maternité (垂乳女, Tarachime) est un téléfilm documentaire franco-japonais de Naomi Kawase réalisé en 2006 et produit par la chaîne de télévision Arte.

## Synopsis
Dans ce documentaire autobiographique, Kawase filme sa grand-mère qui l'a élevée à Nara et qui vieillit en alternant des images en vidéo et des images en 8 mm. Kawase se montre assez dure avec sa grand-mère et lui reproche l'attitude qu'elle a pu avoir par le passé. Le filme montre également l'accouchement de Naomi Kawase d'un petit garçon qui grandit progressivement et, en parallèle, la mort de la grand-mère.
Kawase décrit dans ce film un cycle de vie et a un propos métaphysique et poétique.[réf. nécessaire]

## Fiche technique
- Titre : Naissance et Maternité
- Titre original : 垂乳女 (Tarachime)
- Réalisation : Naomi Kawase
- Scénario : Naomi Kawase
- Photographie : Naomi Kawase et Kayo Takefuji
- Montage :
- Production : Naomi Kawase
- Société de production : Arte France Cinéma, Kumie, La Lucarne et Sent
- Pays :  Japon et  France
- Genre : Documentaire
- Durée : 39 minutes
- Première diffusion : 
  -  France : 30 septembre 2006